# Slogan
Slogan je krátký textový útvar obvykle čistě utilitární povahy a charakteru. Jedná se často jen o stručné heslo či snadno zapamatovatelnou průpovídku, jež slouží primárně k upoutání pozornosti čtenáře či posluchače. Slogan jako takový je využíván zejména v reklamě, při fandění ve sportu, dále také při veřejné politické činnosti. Často obsahuje také různé dobově podbarvené či módní myšlenky a rozličná jazyková klišé. Někdy je slogan jen pouhým výkřikem náhodně proneseným z anonymního davu.
Příklady úspěšných českých reklamních sloganů
- Kofola: Když ji miluješ, není co řešit.
- AirBank: I banku můžete mít rádi.
- Mattoni: Mattoni už není.
- Mattoni: Kde to žije, tam je Mattoni.
- Seznam: Najdu tam, co neznám.
- Redbull: Redbull vám dává křídla.
- BMW: Navrženo pro radost z jízdy.
- KFC: Proklatě dobré kuře.
- L’Oreal: Protože my za to stojíme.
- Hellmanns: Prostě to nejlepší.
- Whiskas: Kočky by kupovaly Whiskas.
- Hera: Pečení je radost. Hera je pečení.
- Česká pojišťovna: Chráníme vaše sny.
- Kooperativa: Pro život, jaký je.
- Shell: Go well. (Jdi dobře).
- Danone: Zdraví, které chutná.
- Fernet Stock: I muži mají své dny.
- Fernet Stock: Výjimečně hořký. Výjimečně dobrý.
- OBI: Když nevíte coby, najdete to v OBI.
- Poděbradka: Více chuti do života.
- Radegast: Život je hořký. Bohudík.
- Spak: Spak má šmak.
- Toyota: Nic není nemožné.
- Vanish: Skvrn a špíny se zbavíš.
- Wüstenrot: Řešení vašeho bydlení.